# Římskokatolická farnost – arciděkanství Šluknov
Římskokatolická farnost – arciděkanství Šluknov (lat. Schlukenavia) je církevní správní jednotka sdružující římské katolíky na území města Šluknov a v jeho okolí. Organizačně spadá do děčínského vikariátu, který je jedním z 10 vikariátů litoměřické diecéze. Centrem farnosti je kostel svatého Václava ve Šluknově.

## Historie farnosti
Farnost je starobylá, a jako farnost existovala již od roku 1346. Matriky zde byly vedeny od roku 1615. Roku 1722 byla farnost povýšena na děkanství a od roku 1922 na arciděkanství.

### Duchovní správcové vedoucí farnost
Začátek působnosti jmenovaného v duchovní správě farnosti od:
- 1359 Joann. z Holan
- 1388 Michael
- 1512 Matheus Seelandt
- 1631 Martin. Fortunatus
- 1632 Joann. Haas von Lichtenfeld
- 1647 Joann. Missius
- 1652 Car. Höfner
- 1658 Andr. Barth. Graf OFM Cap.
  - Dan. Conrad. Michel
- 1664 Car. König
- 1685 Tobias Opitz
- 1702 Friedrich Ignaz Reintsch
- 1720 Joann. Schneider
- 1741 Zacharias Wähner
- 1767 Car. Göhler
- 1778 Christoph. Führich, † 13. 10. 1789
  - 1789 dec. vacat, cap. Ferd. Zenkner
- 1789 Josef Böhm † 4. 4. 1809
  - 1809 dec. vacat, cap. Anton. Kindermann
- 1809 Franc. Kunert, n. 3. 10. 1777 Litoměřice, o. 6. 10. 1803
- 1853 Vinc. Stephan, n. 10. 4. 1792 Kryštofovo Údolí, o. 23. 8. 1818, † 28. 6. 1866
- 1866 Arsenius Gampe, n. 18. 7. 1825 Teichstadiens., o. 12. 8. 1848, † 10. 6. 1894
- 1894 Bern. Hoffmann, n. 30. 4. 1862 Brtníky, o. 27. 5. 1888, † 4. 9. 1919
  - 1920 par. vacat admin. interc. Carol. Mimberg
- 1921 Guil. Rudolph, n. 11. 10. 1874 Hanau (D), o. 8. 12. 1903
  - 1937 par. vacat admin. interc. Jos. Mühlbauer
- 1. 6. 1937 Joann. Röttig, n. 8. 9. 1888 Jiříkov, o. 14. 7. 1912
- 1. 2. 1951 František Půlpán
- 1. 11. 1974 Václav Teplý, n. 18. 12. 1928 Horní Roveň, o. 7. 1. 1968, † 27. 12. 2016[3] (v období 1974 – 12. 6. 1976 působil ve farnosti ve spolupráci s V. Teplým František Vitásek, který byl řeholním knězem bez státního souhlasu)
- 15. 11. 1996 Jaroslav Gajdošík
- do 14. 11. 2003 Jiří Sucharda, admin.
- 15. 11. 2003 Pavel Procházka, admin.; od 1. 2. 2011 arciděkan[4]

Kromě kněží stojících v čele farnosti, působili ve farnosti v průběhu její historie i jiní kněží. Většinou pracovali jako farní vikáři, kaplani, katecheté, výpomocní duchovní aj.

## Území farnosti
Do farnosti náleží území obce:
- Císařský (Kaiserwalde[p 2])
- Harrachov (Harrachsthal[p 2])
- Královka (Königshaim[p 2])
- Kunratice (Kunnersdorf[p 2])
- Nové Hraběcí (Neu Grafenwalde[p 2])
- Rožany (Rosenhain[p 2])
- Šluknov (Schluckenau[p 2])

## Římskokatolické sakrální stavby na území farnosti
| | Fotografie | Stavba                            | Místo        | Bohoslužby                      | Zeměpisné souřadnice             | Status               | Číslo kulturní památky           |
| Kostel | Kostel     | Kostel                            | Kostel       | Kostel                          | Kostel                           | Kostel               | Kostel                           |
| --- | ---------- | --------------------------------- | ------------ | ------------------------------- | -------------------------------- | -------------------- | -------------------------------- |
| 1. |            | Kostel svatého Václava            | Šluknov      | bližší informace o bohoslužbách | 51°0′16″ s. š., 14°27′7″ v. d.   | farní kostel         | 36773/5-3968 (Pk•MIS•Sez•Obr•WD) |
| Kaple |            |                                   |              |                                 |                                  |                      |                                  |
| 2. |            | Kaple Kalvárie                    | Šluknov      | bohoslužby příležitostně        | 50°59′56″ s. š., 14°27′23″ v. d. | kaple křížové cesty  | —                                |
| 3. |            | Kaple Božího hrobu                | Šluknov      | bohoslužby příležitostně        | 50°59′56″ s. š., 14°27′23″ v. d. | kaple křížové cesty  | —                                |
| 4. |            | Kaple Poslední večeře             | Šluknov      | bohoslužby příležitostně        | 50°59′58″ s. š., 14°27′15″ v. d. | kaple křížové cesty  | —                                |
| 5. |            | Kaple Bičování Krista             | Šluknov      | bohoslužby příležitostně        | 50°59′58″ s. š., 14°27′15″ v. d. | kaple křížové cesty  | —                                |
| 6. |            | Kaple Žaláře Krista               | Šluknov      | bohoslužby příležitostně        | 50°59′58″ s. š., 14°27′16″ v. d. | kaple křížové cesty  | —                                |
| 7. |            | Hřbitovní kaple                   | Šluknov      | bohoslužby příležitostně        | 50°59′58″ s. š., 14°27′24″ v. d. | hřbitovní kaple      | —                                |
| 8. |            | Kaple svatého Jakuba apoštola     | Císařský     | bližší informace o bohoslužbách | 51°0′7″ s. š., 14°25′35″ v. d.   | kaple                | —                                |
| 9. |            | Mariánská kaple (Botzenská kaple) | Císařský     | bohoslužby příležitostně        | 50°59′51″ s. š., 14°24′47″ v. d. | polní kaple          | —                                |
| 10. |            | Kaple                             | Císařský     | bohoslužby příležitostně        | 51°0′5″ s. š., 14°25′30″ v. d.   | výklenková kaple     | —                                |
| 11. |            | Kaple svatého Cyrila a Metoděje   | Kunratice    | bližší informace o bohoslužbách | 50°58′56″ s. š., 14°26′34″ v. d. | kaple                | —                                |
| 12. |            | Kaple Nanebevzetí Panny Marie     | Nové Hraběcí | bližší informace o bohoslužbách | 51°0′49″ s. š., 14°26′15″ v. d.  | kaple                | —                                |
| 13. |            | Kaple svatého Jana Křtitele       | Rožany       | bližší informace o bohoslužbách | 51°1′31″ s. š., 14°27′6″ v. d.   | kaple                | —                                |
| 14. |            | Výklenková kaple                  | Rožany       | bohoslužby příležitostně        | 51°1′12″ s. š., 14°27′20″ v. d.  | výklenková kaple     | 12558/5-5514 (Pk•MIS•Sez•Obr•WD) |
| 15. |            | Kaple                             | Královka     | bohoslužby příležitostně        | 51°1′35″ s. š., 14°27′48″ v. d.  | kaple                | —                                |
| Zaniklé objekty |            |                                   |              |                                 |                                  |                      |                                  |
| 16. |            | Kaple svaté Barbory               | Harrachov    | nelze sloužit                   | 51°1′3″ s. š., 14°28′8″ v. d.    | zbořená obecní kaple | —                                |
| Některé drobné sakrální stavby a pamětihodnosti lze dohledat zde v databázi Drobné sakrální památky Zaniklé sakrální stavby lze dohledat zde v databázi Poškozené a zničené kostely, kaple a synagogy v České republice |            |                                   |              |                                 |                                  |                      |                                  |

Ve farnosti se mohou nacházet i další drobné sakrální stavby, místa římskokatolického kultu a pamětihodnosti, které neobsahuje tato tabulka.

## Farní obvod
Z důvodu efektivity duchovní správy byl vytvořen farní obvod (kolatura) sestávající z přidružených farností spravovaných excurrendo ze Šluknova. Přehled těchto kolatur je v tabulce farních obvodů děčínského vikariátu.